# Église Notre-Dame de Massugas
Pour les articles homonymes, voir Église Notre-Dame.
L'église Notre-Dame est une église catholique située dans la commune de Massugas, dans le département de la Gironde, en France. Édifiée au XIe siècle dans la région naturelle de l'Entre-deux-Mers elle est protégée au titre des monuments historiques depuis 1925.

## Localisation
L'église se trouve au cœur du village, le long de la route départementale D128 (Listrac-de-Durèze à l'ouest et Caplong à l'est).

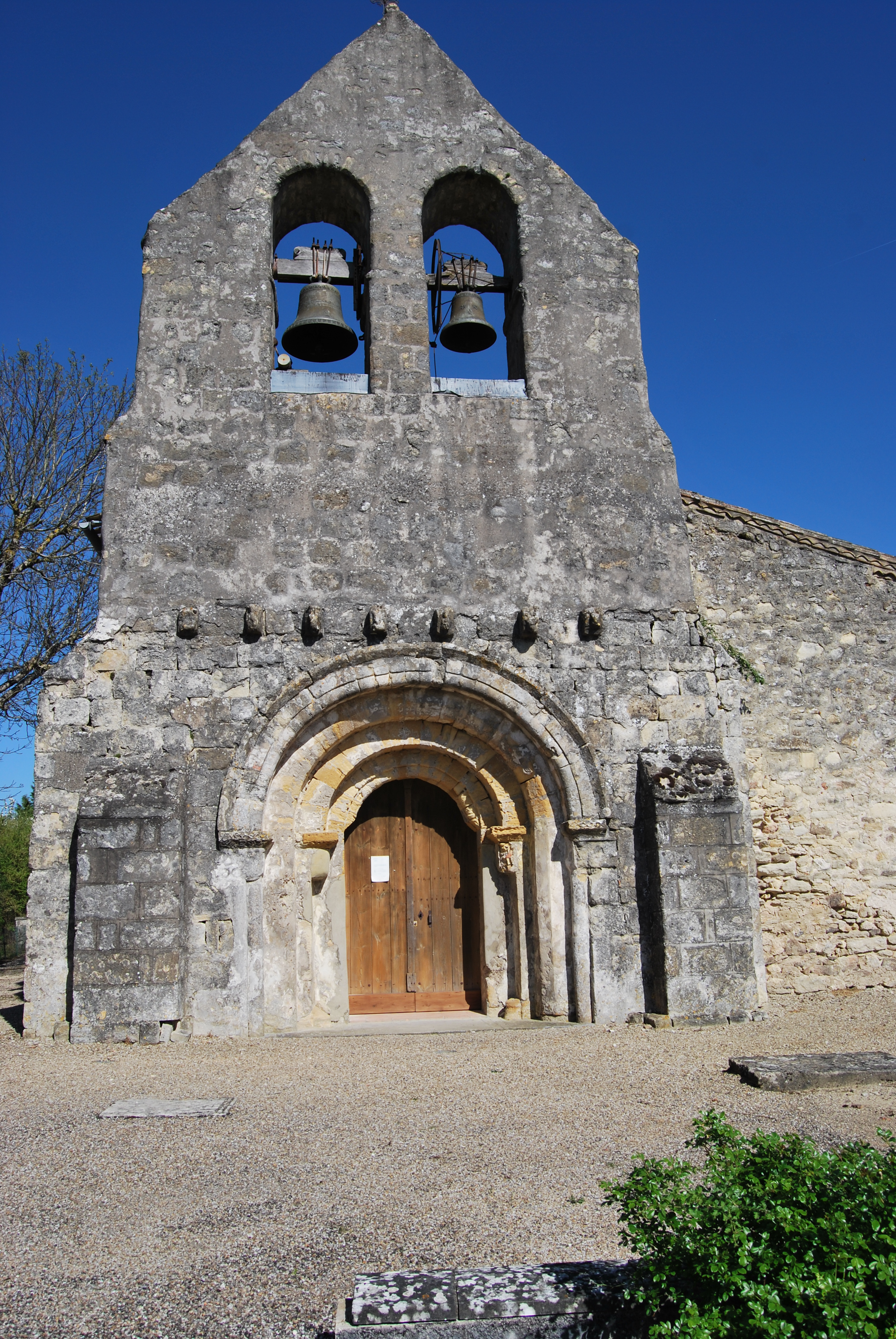
Façade ouest
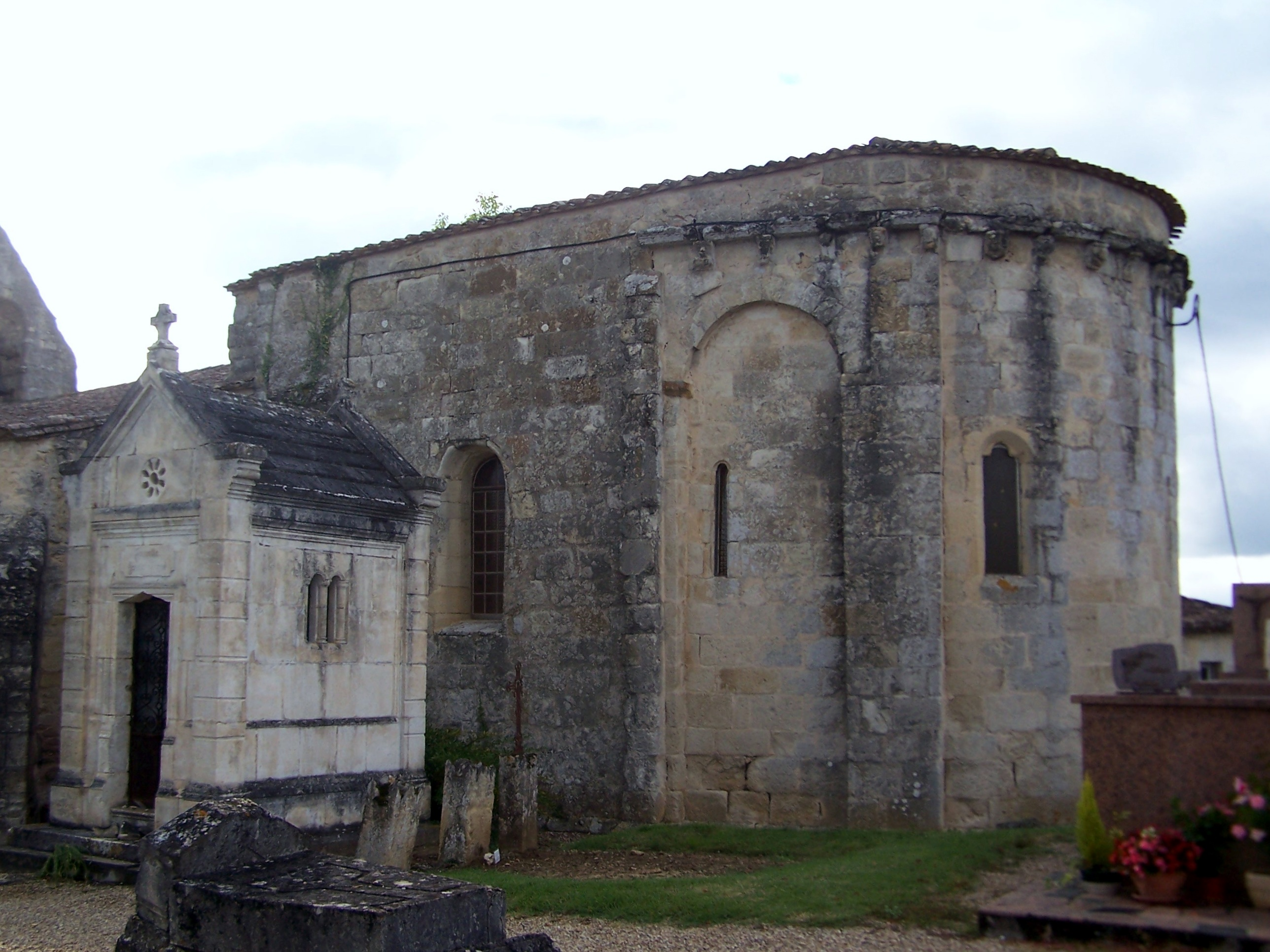
Vue est  du chevet
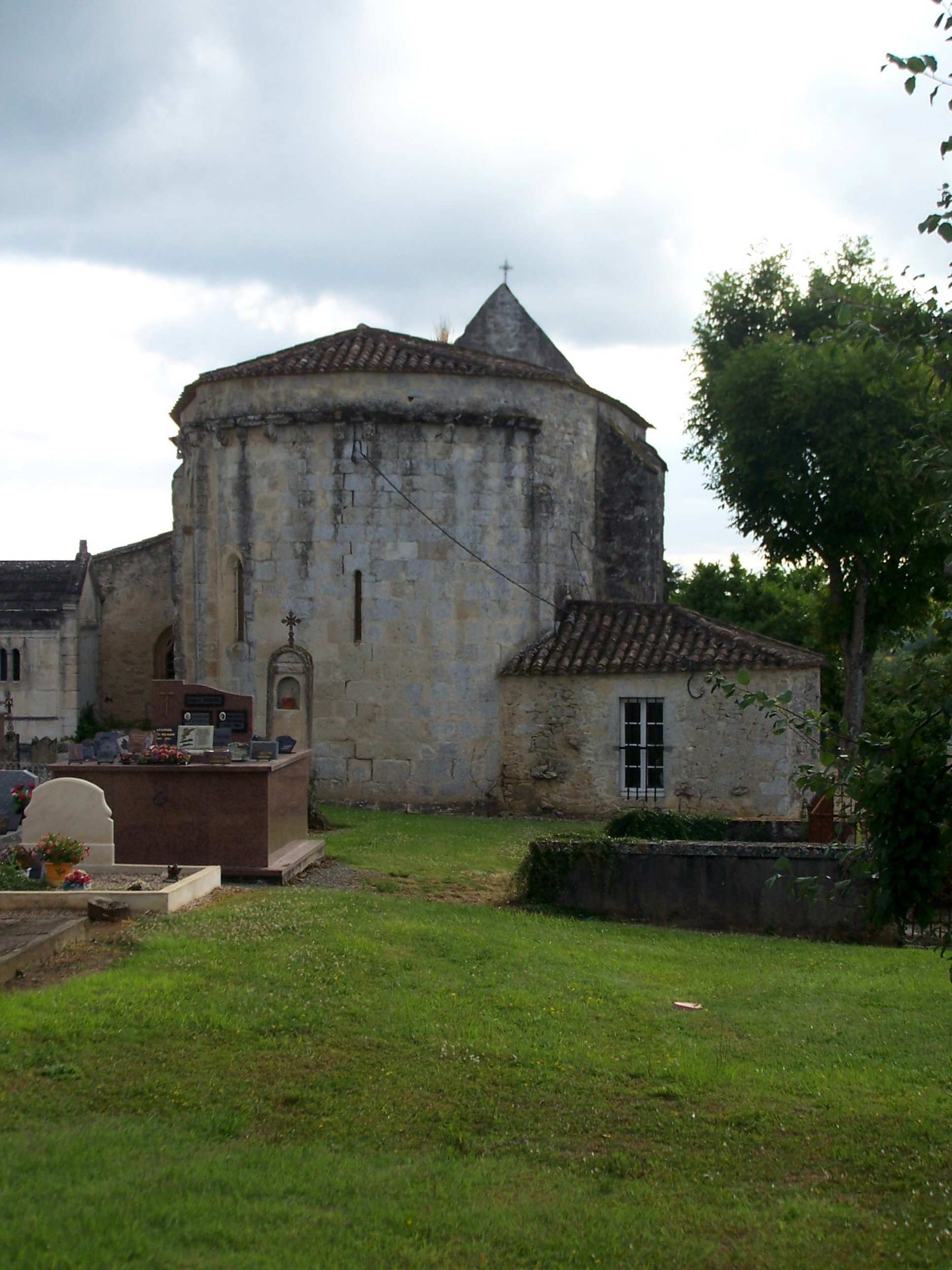
Vue sud-est du chevet

## Historique
L'église a été édifiée dès le XIe siècle en petit appareil, réemployant des pierres issues d'une villa gallo-romaine. Elle se compose d'une nef romane lambrissée, continuée à l'est par un chœur et un sanctuaire. Le chevet roman est bâti en gros appareil de taille jusqu'à la corniche. Sous celle-ci, se trouve une rangée de seize modillons figurés. Trois étroites fenêtres du XIe siècle sont complétées par une baie gothique.
Les contreforts du XIIe siècle ont été renforcés au nord, au XVe siècle. À l'ouest, le portail du XIIe siècle a perdu ses colonnettes. Elles supportaient des chapiteaux historiés et au-dessus une corniche de façades était supportée par sept modillons figurés. L'église a été endommagée pendant les guerres de religion au XVIe siècle. Au XVIIe siècle, la nef est doublée d'un bas-côté dont les voussures reposent sur des colonnes, supportées au sud par des contreforts d'angle. Trois fenêtres à archivoltes de style gothique flamboyant, éclairent cette partie de l'église.
La destruction délibérée des chapiteaux historiés et des modillons de façade a eu lieu entre 1847 et 1873. En effet, en 1847, une Commission des Monuments historiques décrivait ainsi les chapiteaux : « Sur un chapiteau, deux personnages, l'un tenant une lance, l'autre les bras croisés sur la poitrine, un martyr sans doute ; sur d'autres chapiteaux, monstres accouplés, feuillages... Au-dessus des cintres du portail, corniche horizontale supportée par des modillons représentant les sept péchés capitaux. » Par contre, en 1873, l'historien Octave Gauban signalait qu'il ne restait que la présence de feuillages sur la partie haute des tailloirs.
Pendant le XIXe siècle, beaucoup de sculptures romanes (chapiteaux et modillons) étaient considérées « obscènes » et on les a détruites au marteau, sans même tenter de comprendre les motifs qui ont inspiré les commanditaires ecclésiastiques pour mettre des représentations crues sous les yeux des fidèles. Il ne reste rien des modillons représentant les péchés capitaux de la corniche de façade, mais, sous la corniche du chevet, il en subsiste six qui sont identifiables, malgré l'érosion, et eux aussi représentent des péchés.
On trouve des représentations romanes usuelles, : l'ivresse (un tonnelet), l'avarice (l'homme qui tient une bourse), la luxure avec une scène de masturbation, un couple (d'hommes ?) enlacés et un couple de sodomites (ceci est une copie d'un modillon de l'abbaye de La Sauve-Majeure), l'ennui (acédie).

Modillons de la corniche du chevet
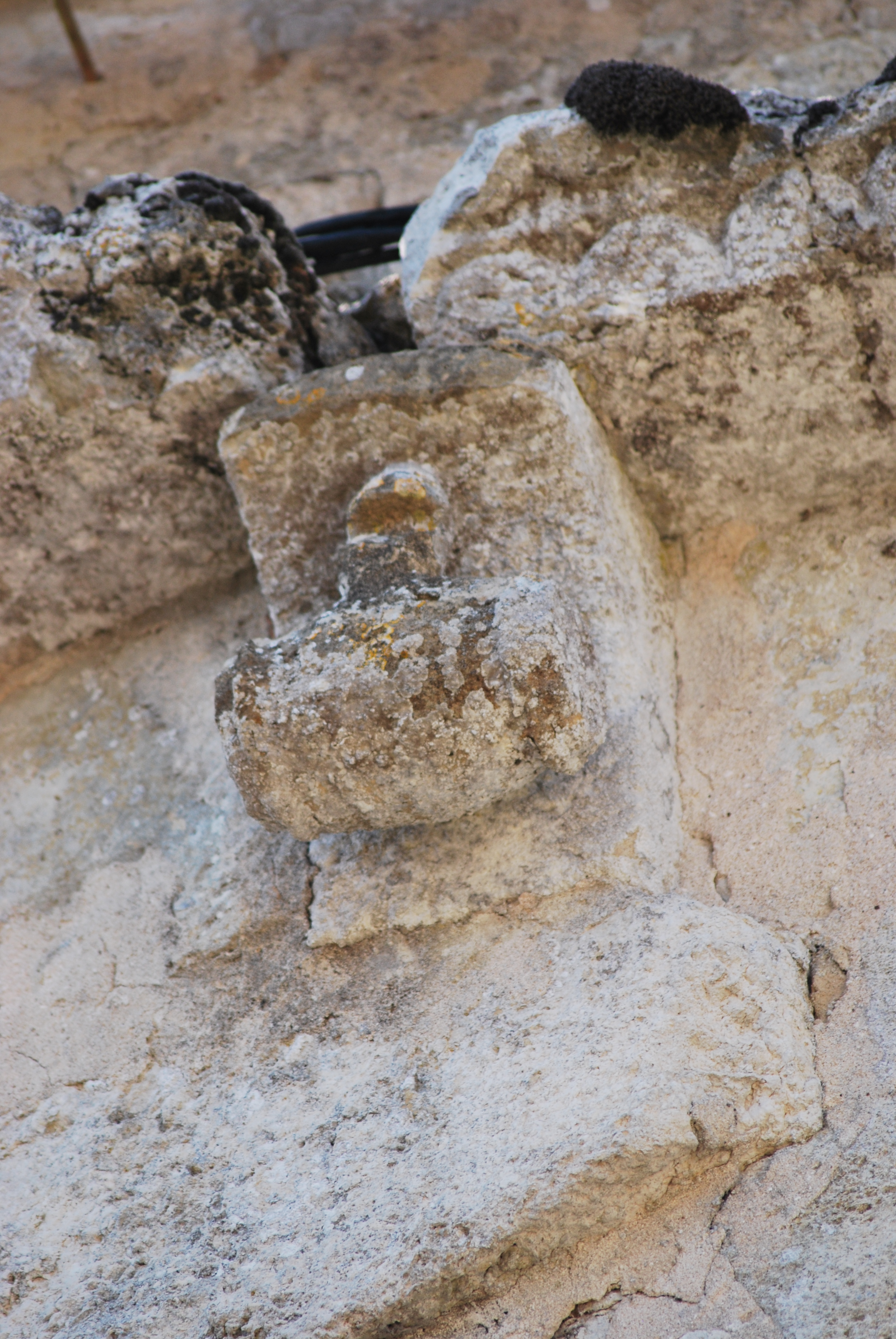
Tonnelet
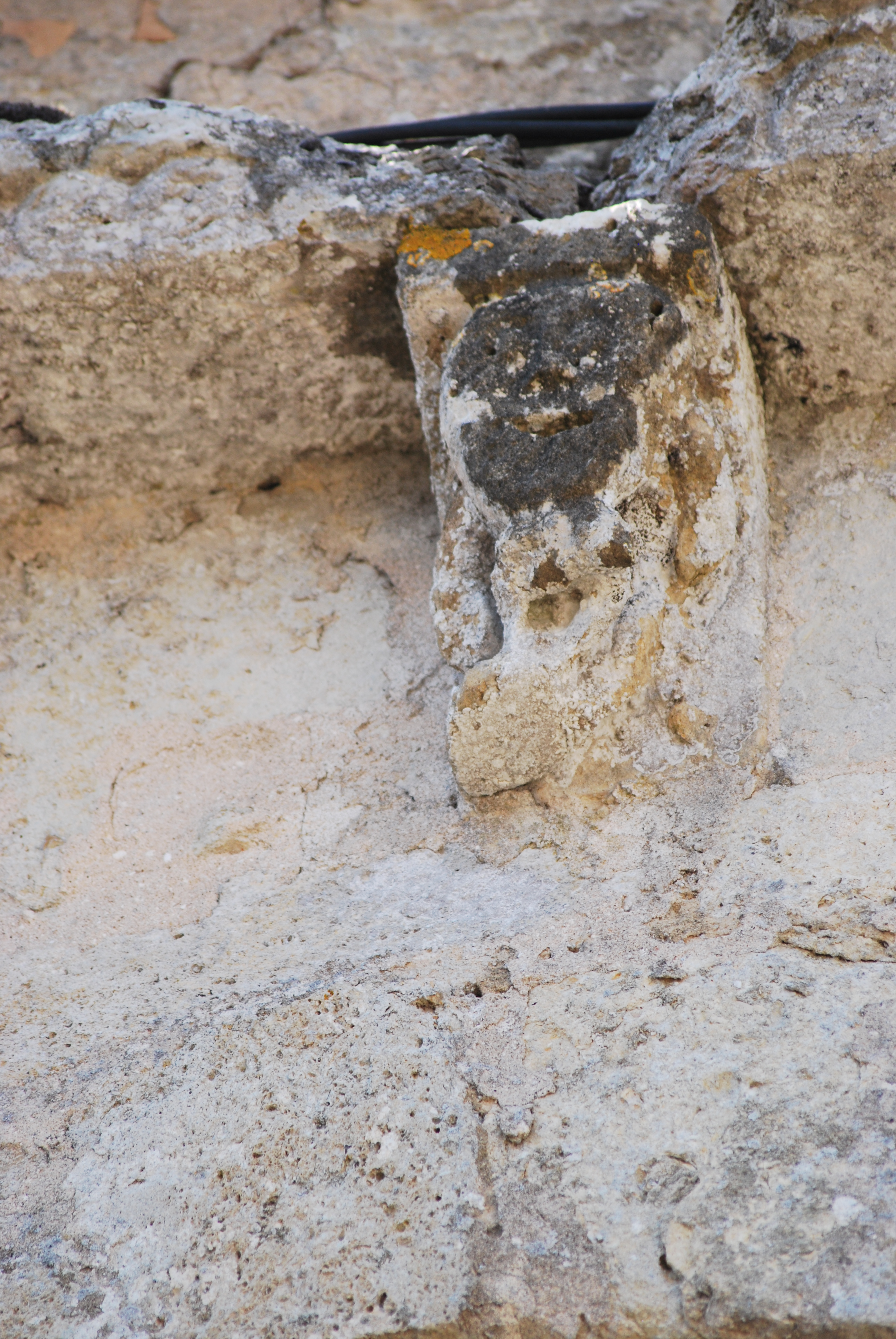
Avarice
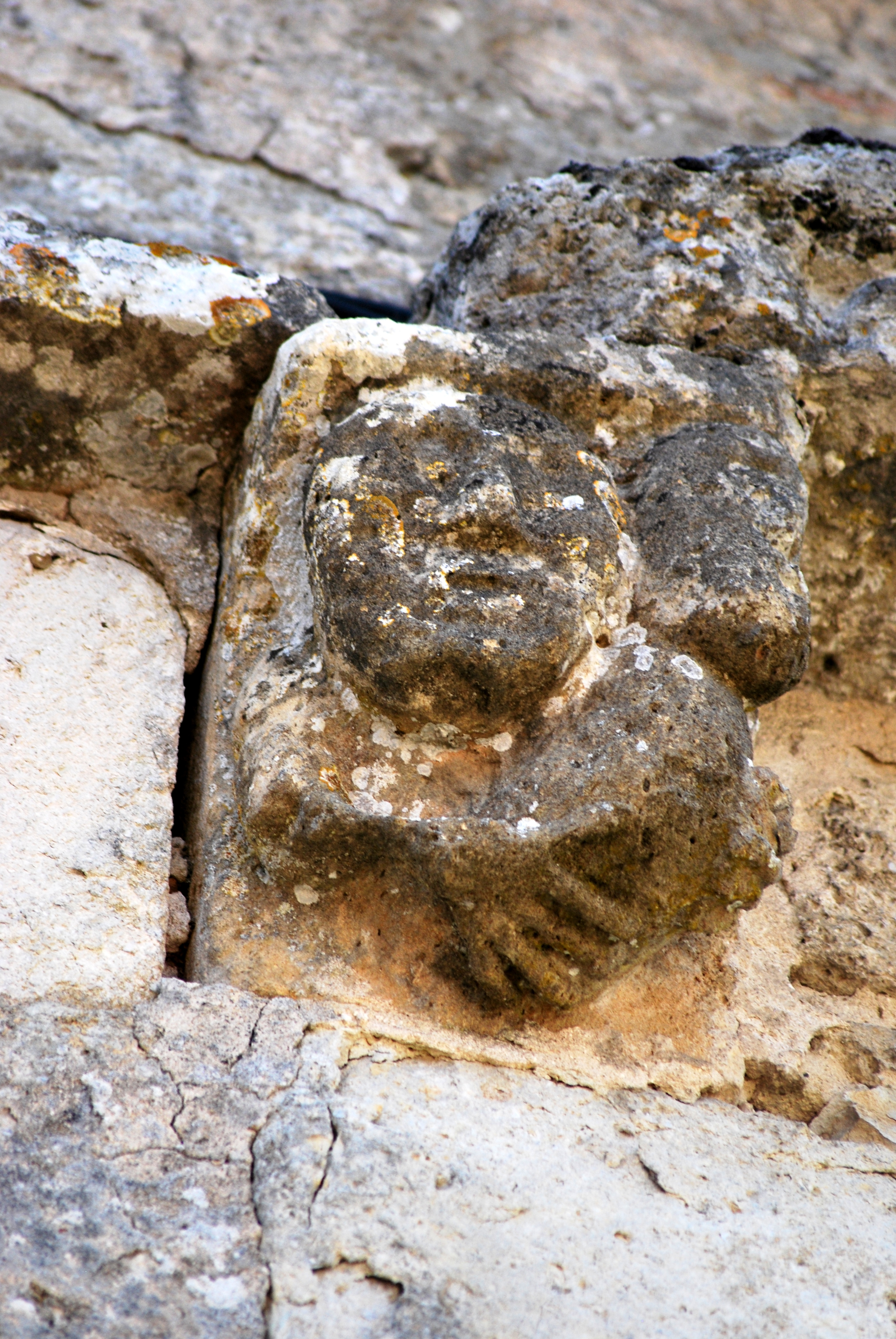
Masturbation
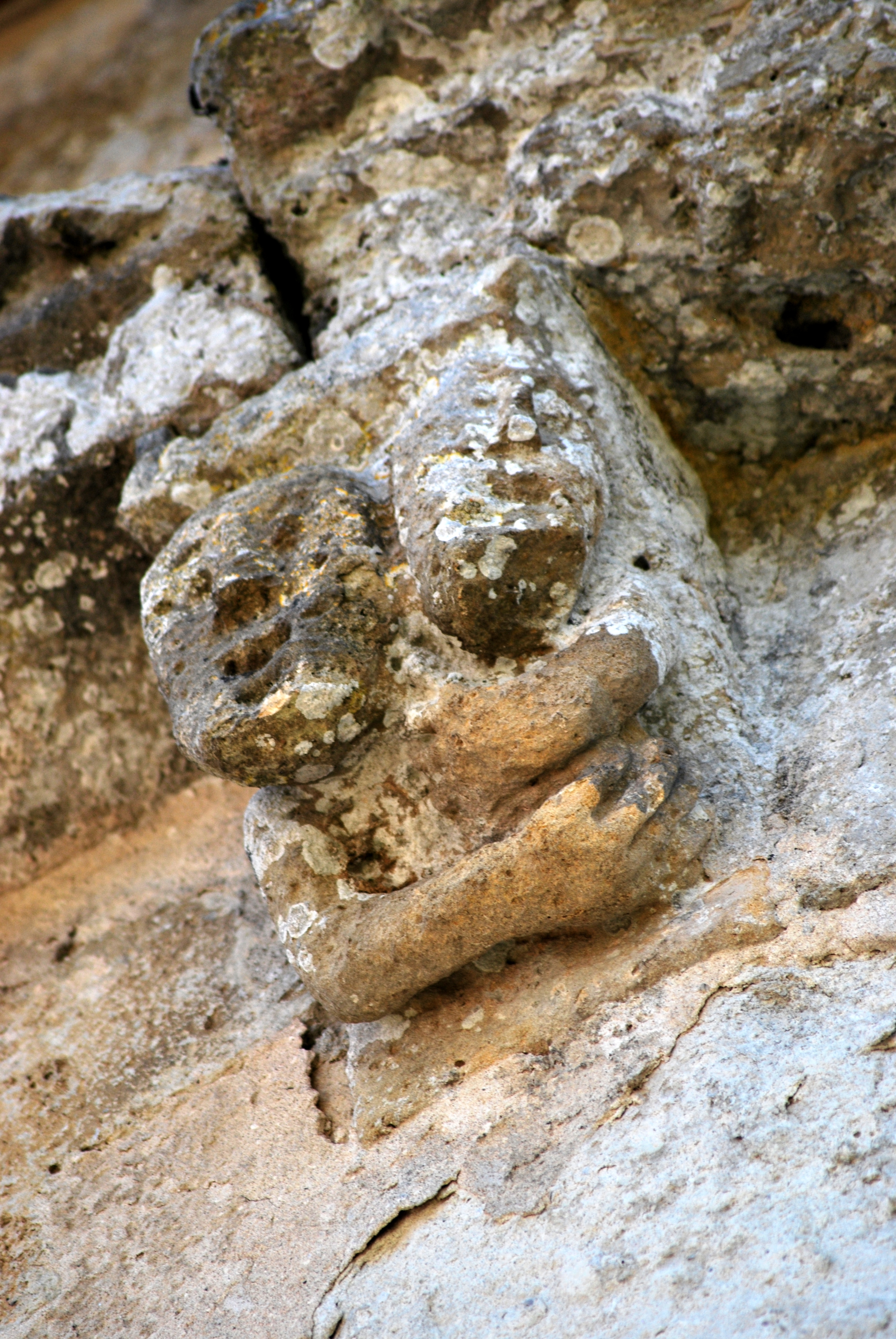
Couple enlacé
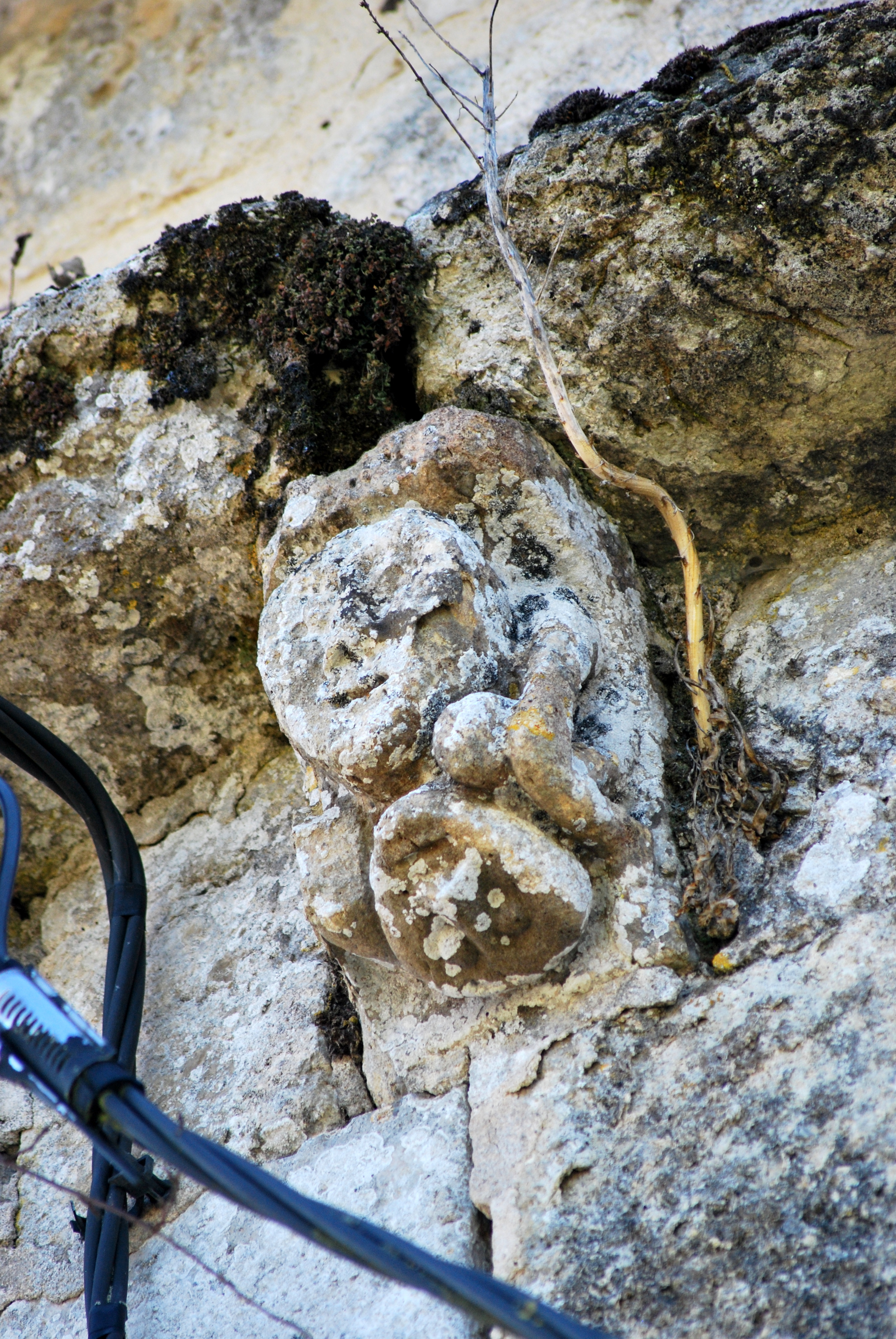
Coït entre hommes
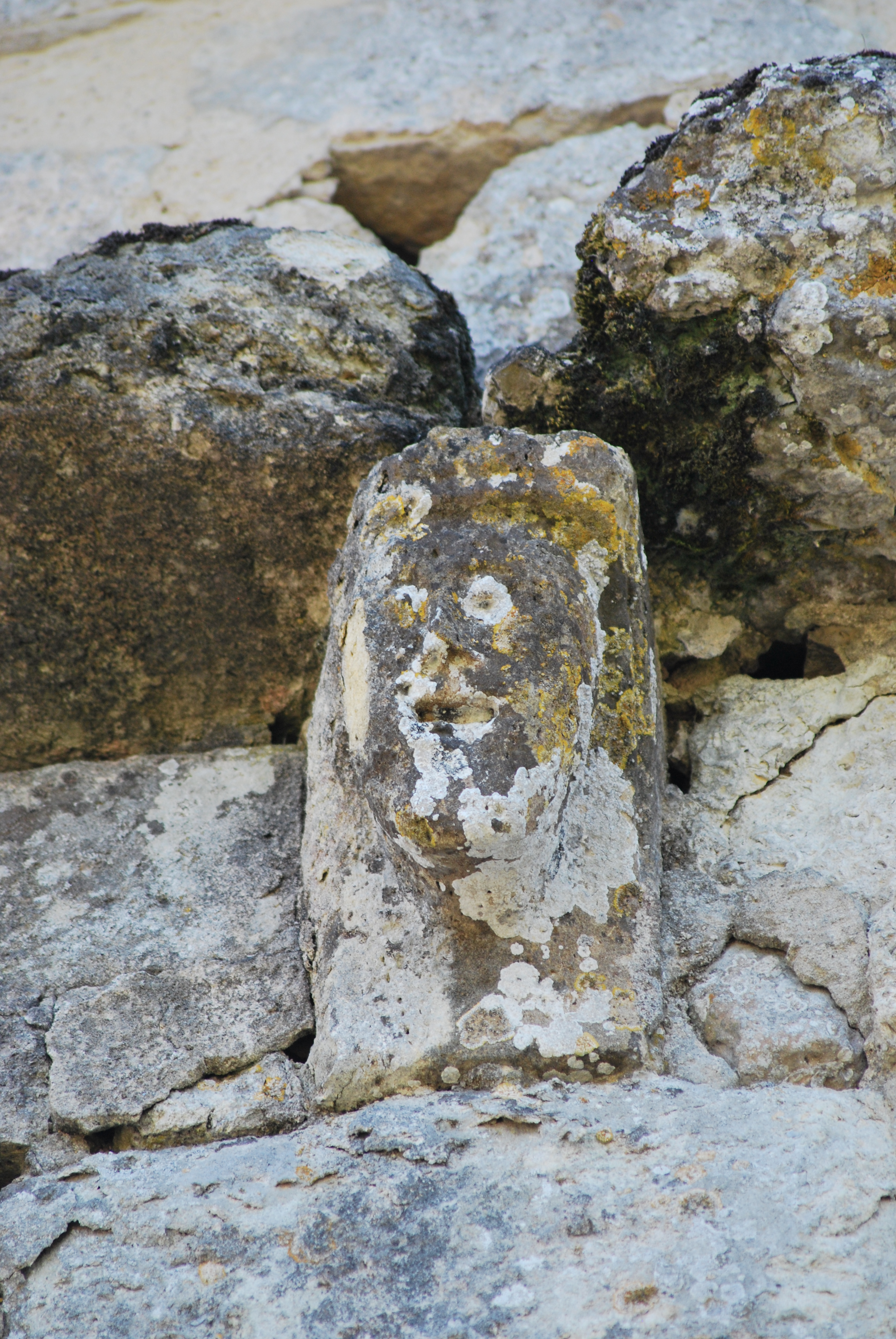
L'ennui (acédie)

## Protection du patrimoine
L'édifice est inscrit en totalité au titre des monuments historiques par arrêté du 21 novembre 1925.